# Passar la palanca

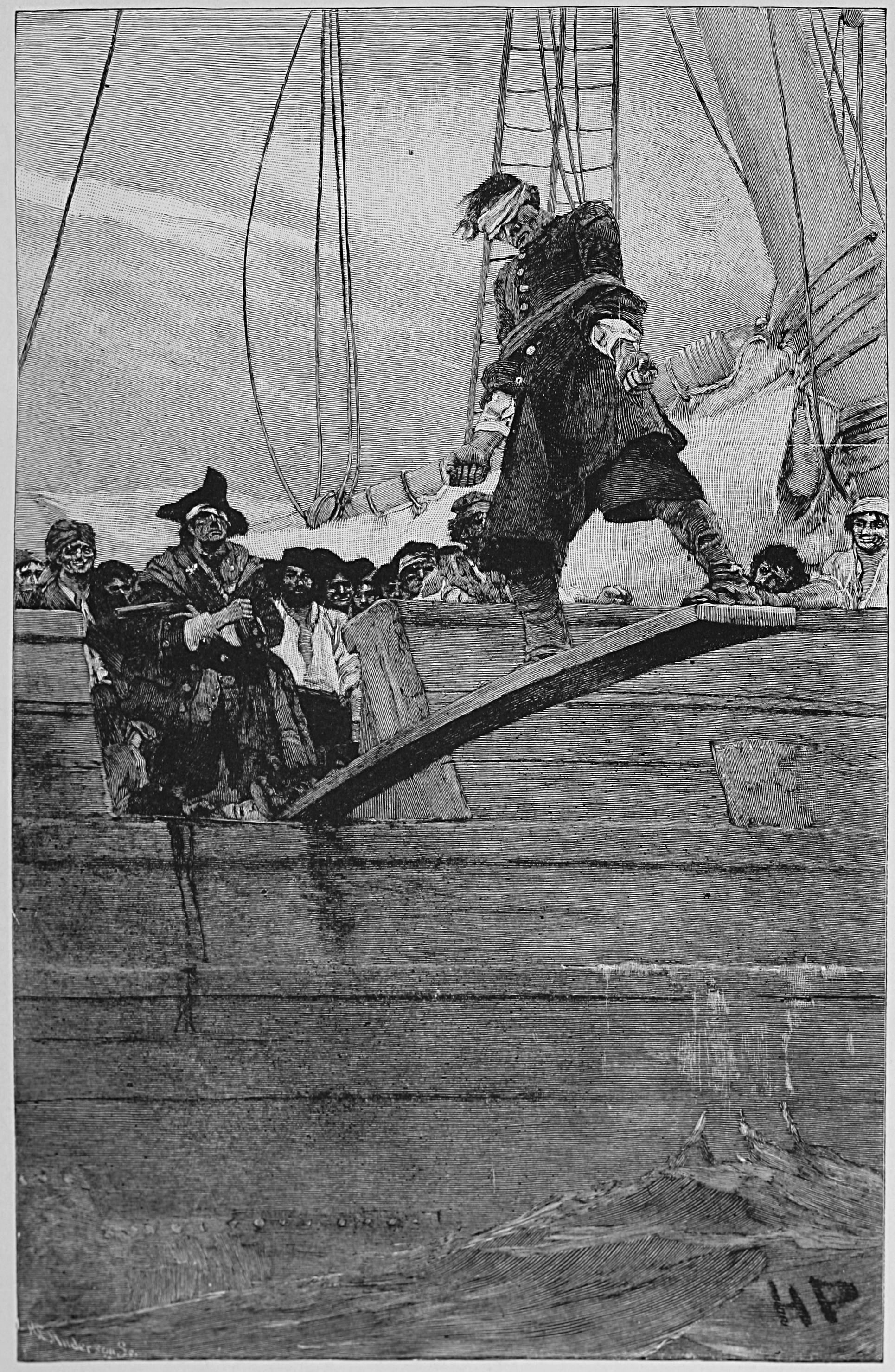
Gravat "Caminant pel tauló", Il·lustrat per Howard Pyle.

Passar la palanca o caminar pel tauló era un mètode d'execució que va ser àmpliament utilitzat entre els pirates. El mètode, segons es descriu, consistia en forçar la víctima a caminar sobre un tauló que s'estenia des d'un costat del vaixell, i així d'aquesta manera fer-lo caure al mar.
Encara que "caminar pel tauló" tingui un paper important en la tradició pirata de l'època, hi ha poca evidència tangible que l'ús d'aquest mètode d'execució estigués generalitzat., en realitat, "caminar pel tauló" era un càstig que la majoria dels pirates i amotinats tenien poques ganes d'emprar, no calia exercir cap tortura psicològica sobre els seus presos, ja que normalment tenien la intenció de matar-los de totes maneres.

## Casos
De vegades en lloc de fer "Caminar pel tauló" s'emprava el càstig de carena, en el que la víctima es lligava a una corda i es feia passar sota el buc per sota de la quilla. O directament els feien caure de la palanca al mar amb pesos lligats als peus, com el cas del "Vhan Fredericka" al "Leeward Passage".
El 1769,l'amutinat George Wood va confessar al seu capellà a la presó de Newgate de Londres que ell i els seus companys amotinats havia enviat als seus oficials a caminar pel tauló.
El juliol del 1822, William Smith, capità de la corbeta britànica Blessing, va ser obligat a caminar pel tauló, per la tripulació de la goleta pirata espanyola Emanuel, a les Índies Occidentals.
El Times de Londres va informar el 14 de febrer de 1829 que el Redpole (Bullock,) va ser capturat per la goleta pirata President i enfonsat. El comandant va ser mort i a la tripulació van fer caminar per la palanca.
En 1829, els pirates van interceptar el Vhan Fredericka holandes al Passatge de sotavent entre les Illes Verges, i van assassinar la majoria de la tripulació, fent-los caure de la palanca al mar amb pesos lligats als peus.